# Order Alberta
Order Alberta lub Order Albrechta (niem. Albrechts-Orden) – czwarty order Królestwa Saksonii, ustanowiony w 31 grudnia 1850 przez króla Fryderyka Augusta II na cześć księcia Albrechta Odważnego, założyciela linii albertyńskiej dynastii Wettynów. Nadawany za cywilne cnoty obywatelskie oraz zasługi w dziedzinie nauki i sztuki, później również za zasługi wojskowe (z mieczami). 
Zniesiony w 1919 wraz ze wszystkimi innymi niemieckimi odznaczeniami państwowymi.
Podział orderu w 1919:
- Krzyż Wielki,
- Krzyż Komandorski I Klasy,
- Krzyż Komandorski II Klasy,
- Krzyż Oficerski,
- Krzyż Kawalerski I Klasy,
- Krzyż Kawalerski II Klasy,

oraz dodatkowo:
- Krzyż Alberta (srebrny),
- Medal Orderu Alberta (złoty).

Wielcy Mistrzowie orderu:
- Fryderyk August II Wettyn (1850–1854),
- Jan Wettyn (1854–1873),
- Albert I Wettyn (1873–1902),
- Jerzy I Wettyn (1902–1904),
- Fryderyk August III Wettyn (1904–1919).